# LORAN

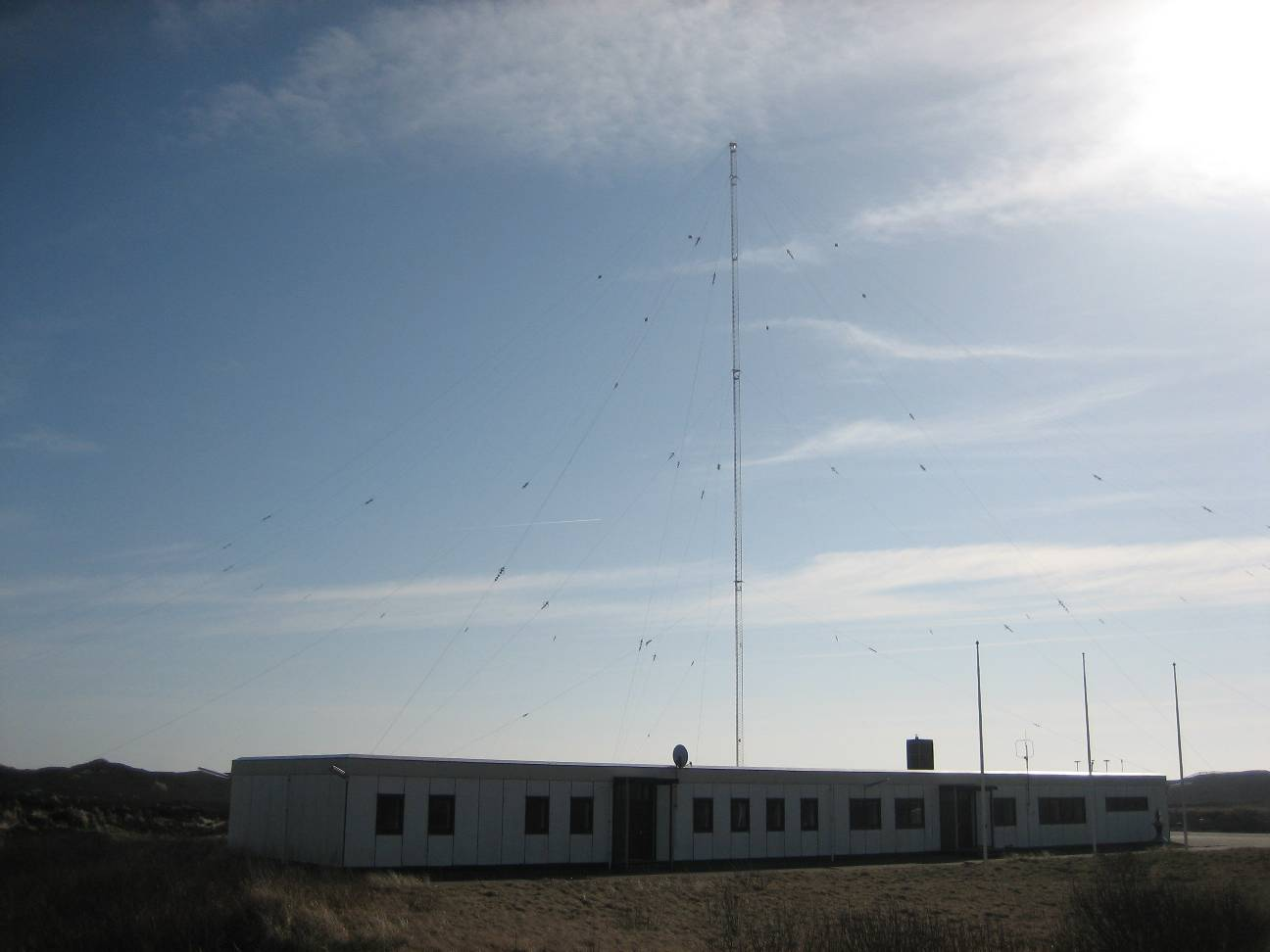
Maszt systemu LORAN-C położony na wyspie Sylt

Sygnał systemu LORAN

LORAN (ang. LOng RAnge Navigation) – hiperboliczny system radionawigacji, działający w zakresie fal długich odbieranych z dwóch lub więcej radiolatarni do określenia pozycji. Wykorzystywany jest głównie do nawigacji w żegludze morskiej i lotnictwie.

## Historia
LORAN został opracowany przez Amerykanów w czasie trwania II wojny światowej, a zapoczątkowany przez brytyjski system radionawigacyjny GEE, który jednak w porównaniu do niego miał większy zasięgu i większą dokładność. Prace nad ulepszeniem systemu LORAN doprowadziły do powstania kolejnych wersji tego systemu: LORAN-A, LORAN-B, LORAN-C, LORAN-D. Wprowadzonym do użytku był LORAN-A, zastąpiony w 1974 roku przez LORAN-C. Pozostałe wersje nie wyszły poza fazę eksperymentalną i nie zostały wprowadzone do użytku. System LORAN został wycofany z powszechnego użytku międzynarodowego 8 lutego 2010 roku, jednakże wciąż stosuje się go np. w meteorologii w celu namierzania sond aerologicznych.
Europejski system LORAN-C został wyłączony 31 grudnia 2015.

## Zasada działania

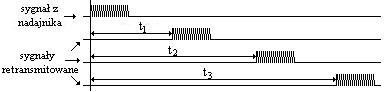
Sygnał stacji głównej oraz następujące po nim retransmisje stacji podrzędnych (uproszczone działanie)

Każda z wersji LORAN działała na podobnej zasadzie. Jedna z radiolatarni danej grupy pełniła funkcje stacji głównej. Nadawany przez nią sygnał odbierany jest przez pozostałe stacje i użytkowników systemu. Sygnał ten uruchamia kolejno podrzędne radiolatarnie grupy, każdą z nich ze ściśle określonym opóźnieniem, każda ze stacji odczekuje indywidualnie określony czas, po czym retransmituje ten sygnał. W zależności od położenia odbiornika, a dokładniej od jego odległości od poszczególnych radiolatarni, zmieniają się odstępy czasowe między odebranymi przez niego sygnałami.
W pierwszych odbiornikach pomiar przeprowadzano przez ręczne zgranie impulsów stacji głównej i podległej, na ekranie lampy oscyloskopowej z dwiema podstawami czasu. Wyznaczane za pomocą takich prostych odbiorników hiperbole należało znaleźć na specjalnych mapach z nadrukowanymi rodzinami hiperbol ze stacji zapewniających pokrycie danego rejonu. Niemożliwe byłoby zobrazowanie wszystkich hiperbol, więc zaznaczano je ze skokiem o określoną liczbę mikrosekund, zależną od skali mapy. Do wyznaczania hiperbol pośrednich między wydrukowanymi służyła nakładka na mapę z ruchomymi skalami. Nowsze odbiorniki zostały wyposażone w automatykę pomiaru i przeliczniki podające pozycję geograficzną.
System LORAN ma duży zasięg, dzięki czemu może być wykorzystywany przez lotnictwo, jednak posiada istotną wadę związaną z występowaniem zakłóceń fal radiowych, uzależnionych od zjawisk meteorologicznych.

## LORAN-A
LORAN-A pracował na trzech kanałach: 1850, 1900 i 1950 kHz. Jego łańcuch miał jedną stacje główną i jedną podrzędną, stacje nadawały swoje grupy impulsów (8 sztuk) z trzema różnymi częstotliwościami powtarzania w celu poprawienia dokładności pomiaru w różnych zakresach odległości od stacji. Zasięg sygnałów wynosił do 1480 km przy odbiorze fali przyziemnej i dokładności wyznaczenia pozycji 1,8 km, oraz do 2590 km dla fal odbitych od jonosfery i dokładność rzędu 11 km.

## LORAN-C
Łańcuch LORAN-C ma jedną stację główną oznaczoną jako M (master) i kilka stacji podległych, oznaczanych W, X, Y, Z. Nadajniki mogą być różnej mocy od 200 kW do 2 MW i spełniać podwójną funkcje: pojedyncza stacja może być stacją główną w jednym łańcuchu i jednocześnie podrzędną w innym.
Stacja główna nadaje paczki składające się z 9 impulsów. Pierwsze osiem co 1 ms, dziewiąty 2 ms później – taka sekwencja odróżnia sygnał stacji głównej od stacji podrzędnej. Kiedy pierwsza stacja podrzędna odbierze sygnał stacji głównej, nadaje swój i tak do końca łańcucha. Następnie stacja główna zaczyna kolejną sekwencję.
Stacje emitują dwa typy sygnałów, różniące się wartościami częstotliwości powtarzania. Sygnał typu C ma 33,3 Hz, 25 Hz i 20 Hz, natomiast sygnał Cs 16,66 Hz, 12,5 Hz i 10 Hz. LORAN C pracuje na jednym kanale o częstotliwości 100 kHz. Dokładność wyznaczania położenia wynosi 50 m przy odbiorze fali przyziemnej i zasięgu do 1100 km, około 500 m przy fali odbitej od jonosfery i zasięgu 2500 km.
LORAN-A został oddany do użytku w 1957 roku, a w roku 1974 został zastąpiony przez system LORAN-C.

## Przykładowy łańcuch stacji

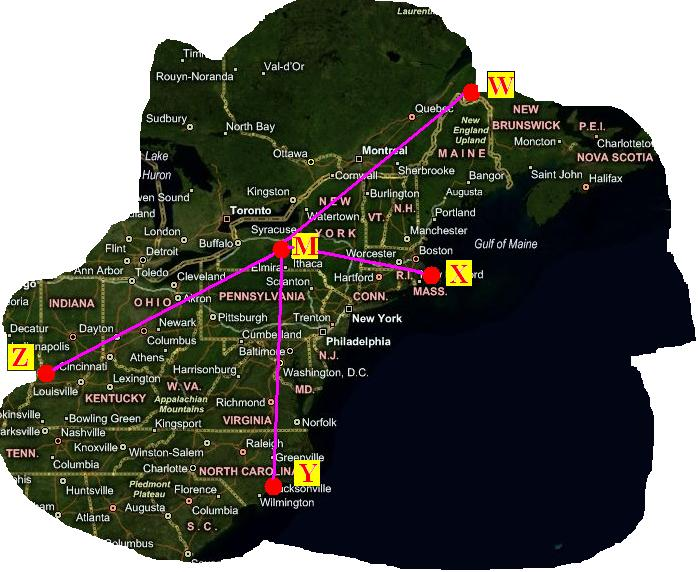
Rozmieszczenie i zasięg stacji z tabeli

| Numer i nazwa łańcucha     | Stacja             | Współrzędne geograficzne                | Moc nadajnika w kW |
| -------------------------- | ------------------ | --------------------------------------- | ------------------ |
| 9960 USA – północny wschód |                    |                                         |                    |
| DR 8970                    | M/ Seneca          | 042° 42' 50.716" N / 076° 49' 33.308" W | 800                |
| DR 5930                    | W / Caribou        | 046° 48' 27.305" N / 067° 55' 37.159" W | 800                |
| DR 5930                    | X / Nantucket      | 041° 15' 12.046" N / 069° 58' 38.536" W | 400                |
| DR 7980                    | Y / Carolina Beach | 034° 03' 46.208" N / 077° 54' 46.100" W | 800                |
| DR 8970                    | Z / Dana           | 039° 51' 07.658" N / 087° 29' 11.586" W | 400                |